# 日本管財
日本管財株式会社（にほんかんざい、英: NIPPON KANZAI Co., Ltd.）は、東京都中央区日本橋に本社を、兵庫県西宮市六湛寺町に本店を置く、ビルメンテナンス、マンション管理など建物管理事業を中心とする会社である。またグループ全体で環境衛生施設管理事業(浄水場・下水処理場・清掃工場・放射性廃棄物処理施設等)、警備業などを展開している。
持株会社の日本管財ホールディングス株式会社が東京証券取引所プライム市場に上場している。

## 歴史
1988年（昭和63年）12月21日、日本証券業協会が日本管財を店頭登録銘柄に登録することを発表した。
1993年（平成5年）10月22日、大阪証券取引所が2部上場を決定し、大蔵大臣に申請、60万株の新株を発行し、30万株を売り出すこととなった。ビルメンテナンス業界からは初の上場企業となった。
2008年（平成20年）7月、松下電工がSFCGが保有する日本管財の発行済み株式の9.47%を56億円で買い取り、4番目の大株主となり、資本業務提携を結んだ。2013年（平成25年）3月、パナソニックが日本管財株式130万株をSMBC日興証券に約18億円で売却した。
2016年（平成28年）に日本管財の子会社の東京キャピタルマネジメントが一部出資する「さくら不動産投資顧問株式会社」が運用し、スポンサーを務めるさくら総合リート投資法人が上場した。2020年（令和2年）8月1日にさくら総合リート投資法人がスターアジア不動産投資法人に吸収合併されるに際し、日本管財と東京キャピタルマネジメントはスターアジア不動産投資法人と包括的サポート契約を締結し、サブ・スポンサーとなった。
2023年（令和5年）、日本管財は上場廃止し、 株式移転により持株会社として設立された日本管財ホールディングス株式会社が上場した。

## 沿革
- 1965年（昭和40年）10月 - 日本管財株式会社設立
- 1989年（平成元年）2月 - 株式を店頭公開
- 1993年（平成5年）11月 - 大阪証券取引所2部上場
- 2001年（平成13年）3月 - 大阪証券取引所1部指定替え
- 2002年（平成14年）2月 - 東京証券取引所1部上場
- 2005年（平成17年）5月 - 環境エンジニアリング事業を分社化、株式会社日本管財環境サービスを設立。
- 2015年（平成27年）6月 - 沖縄県内の建物管理・警備・建物コンサルティング事業を分社化。株式会社沖縄日本管財を設立。
- 2017年（平成29年）
  - 6月 - 子会社の三洋技研工業株式会社を吸収合併
  - 12月 - 子会社の株式会社日本管財サービスを吸収合併
- 2023年（令和5年）
  - 3月30日 - 東京証券取引所プライム市場上場廃止。
  - 4月3日 - 株式移転により持株会社である日本管財ホールディングス株式会社を設立し、同社が東京証券取引所プライム市場に上場[10]。

## 関係会社
- スリーエス
- 日本環境ソリューション
- 日本管財環境サービス
- 東京キャピタルマネジメント
- NSコーポレーション（旧資生堂開発）
- エヌ・ジェイ・ケイ・スタッフサービス
- 沖縄日本管財

## 番組スポンサー
現在は、日本テレビ制作の「真相報道 バンキシャ!」でCMが放送されている。また過去には、浦和レッドダイヤモンズのリーグ戦主催試合の広告看板を掲示していた。
現在
- 真相報道 バンキシャ!（日本テレビ系列）（2016年4月 - ）

過去
- 新報道2001（フジテレビ系列） （2013年4月 - 2014年3月）
- 報道特集NEXT（TBS系列）（2011年5月 - 2012年3月）
- 建物遺産～歴史的文化を訪ねて～（BS朝日） （2011年10月 - 2021年3月）一社提供
- ウェークアップ!ぷらす（読売テレビ制作 日本テレビ系列）
- ズームイン!!サタデー（日本テレビ系列）
- 朝だ!生です旅サラダ（朝日放送テレビ制作 テレビ朝日系列）

## 不祥事
2009年4月、福岡市の2カ所の市立プールの指定管理者となったが、国の衛生基準で義務づけられた水質検査を怠っていたことが福岡市の監査で発覚、福岡アイランドシティに移転する福岡市立こども病院の整備事業を日本管財など8社でつくる企業グループが落札したことから、同市の市民団体が事業者決定の取消を求めた。
岐阜県が発注した公共工事の入札に当たり、日本管財は2012年に申請書類を提出していたが、この書類について同社は、本来は2012年3月時点での経営事項審査結果を提出すべきところを、2011年時点での審査結果を改竄して提出した。国土交通省近畿地方整備局はこれを受け、2013年4月に同社に対し、2013年5月8日から15日間に亘り、全国の公共工事について同社について営業停止命令を出した。